# Višnjića Do
Višnjića Do (cyr. Вишњића До) – wieś w Czarnogórze, w gminie Nikšić. W 2011 roku liczyła 38 mieszkańców.